# Sen (obraz Francisca Goi)
Sen (hiszp. El sueño) – obraz olejny hiszpańskiego malarza Francisca Goi znajdujący się w zbiorach National Gallery of Ireland w Dublinie.

## Okoliczności powstania
Możliwe, że ten obraz jest jednym z trzech dzieł namalowanych przez Goyę dla przyjaciela, kupca Sebastiána Martíneza. W 1792 roku Goya spędził w jego domu w Kadyksie niemal pół roku, kiedy podróżując do Andaluzji poważnie zachorował. Namalował wówczas jego portret i inne obrazy. Podłużny kształt, rozmiary oraz obniżony punkt widzenia wskazują na to, że był to rodzaj obrazu przeznaczonego do powieszenia na znacznej wysokości: nad drzwiami wejścia do pokoju, w nadprożu lub nad półką kominka. Według informacji zawartych w Viaje de España a Francia e Italia Nicolása de la Cruz Bahamonde hrabiego de Maule, w kolekcji Martíneza znajdowały się trzy obrazy o tym specyficznym formacie. Prawdopodobnie były to: Śpiąca kobieta i Rozmawiające kobiety, a trzecim obrazem, którego tytułu nie wymienia, mógł być Sen. Ten ostatni różni się od pozostałych fakturą – farba jest miejscowo nakładana impastami oraz kolorystyką – dominują chłodniejsze tony i szarości. Także wymiary są znacznie mniejsze, wiadomo jednak, że płótno zostało przycięte. Przy założeniu, że zleceniodawcą był Martínez, obraz powstałby prawdopodobnie ok. 1790–1792 roku.
Jeannine Baticle sugeruje, że zleceniodawcą mógł być Manuel Godoy, który kolekcjonował obrazy o tematyce erotycznej i przechowywał je w znanym z tego gabinecie. Tożsamość modelki nie jest znana, jej twarz spowija mrok i jest zwrócona w stronę ciemnego wnętrza. Możliwe, że Goya nie namalował szczegółów, aby uniknąć oskarżeń o nieprzyzwoitość. Jeżeli zleceniodawcą był Godoy, sportretowaną mogła być jego kochanka i przyszła żona Pepita Tudó, która jest też domniemaną modelką obrazów Maja naga i Maja ubrana, pochodzących z gabinetu Godoya. W tym wypadku możliwy czas powstania to lata 1795–1805 lub 1801–1808 okres kiedy powstały Maja naga i Maja ubrana oraz inne obrazy zamówione przez Godoya u Goi. 

## Opis obrazu
Tematem obrazu jest piękna, spokojnie śpiąca kobieta, taki rodzaj intymnej sceny odpoczynku jest rzadko spotykany w twórczości Goi, który preferował bardziej dynamiczne kompozycje. Rzadko malował  dzieła o tematyce erotycznej. Kontury twarzy spowitej cieniem niemal zlewają się z tłem, podobnie jak włosy zebrane złotymi wstążkami. Białe światło pada na dekolt, podkreślając obfity biust i nagie ramię.

## Proweniencja
Obraz po raz pierwszy pojawia się w źródłach ok. 1900 roku, znajdował się wtedy w kolekcji markiza de Casa Jiménez w Madrycie. W 1924 odziedziczyła go wdowa po markizie. Należał do kolekcji Matilde Korcherthaler w Berlinie, a następnie do jej spadkobierców. Później znajdował się w kolekcji Heinemanna w Nowym Jorku oraz u marszandów Thomas Agnew & Sons w Londynie, gdzie w 1969 zakupiła ją National Gallery of Ireland ze wsparciem Shaw Fundation.